# إيس كومبات 7: سكايز آونوين
إيس كومبات 7: سكايز آناون (بالإنجليزية: Ace Combat 7: Skies Unknown)‏ (باليابانية: エースコンバット7 スカイズ・アンノウン)، هي لعبة فيديو من نوع تحكم المقاتلة الجوية، وهي من إنتاج ستوديو بانداي نامكو، ومن نشر بانداي نامكو إنترتينمنت، هذه اللعبة صدرت في شهر يناير 2019، وتعمل على منصات بلاي ستيشن 4، مايكروسوفت ويندوز وإكس بوكس ون، وهي الجزء السابع من السلسلة الرئيسية لآيس كومبات التي أنتجها الشركة الأم نامكو.

## المواقع الخارجية
- الموقع الرسمي